# Niklas Eg
Niklas Eg (* 6. Januar 1995 in Kibæk) ist ein ehemaliger dänischer Radrennfahrer.

## Werdegang
Als Junior gewann Eg in der Saison 2012 die internationale Friedensfahrt für Junioren. Danach blieb er von 2013 bis 2015 komplett ohne Ergebnisse bei internationalen Rennen des Rennkalenders der UCI. 
Zur Saison 2016 wurde Eg Mitglied im UCI Continental Team Virtu Cycling, für das er zwei Jahre lang fuhr. Insbesondere in der Saison 2017 machte er durch vordere Platzierungen bei Rundfahrten auf sich aufmerksam, unter anderem Platz 2 beim Grand Prix Priessnitz spa und bei Kreiz Breizh Elites,  Platz 3 bei der Tour de l’Avenir und Platz 4 beim Giro della Valle d’Aosta.
Daraufhin erhielt Eg zur Saison 2018 einen Vertrag als Profi beim UCI WorldTeam Trek-Segafredo. Für das Team konnte er bisher keine zählbaren Erfolge aufweisen, seine besten Platzierungen waren zwei dritte Plätze bei der Tour of Utah 2019. Von 2018 bis 2020 nahm er viermal an einer Grand Tour teil und beendete diese jedes Mal.
Zur Saison 2022 wechselte Eg zum Uno-X Pro Cycling Team. Im Herbst 2023 musste er seine Karriere aufgrund von Herzproblemen beenden.

## Erfolge
2012
- Gesamtwertung und Nachwuchswertung Course de la Paix Juniors
- Mannschaftszeitfahren und Nachwuchswertung Rothaus Regio-Tour

## Grand-Tour-Platzierungen
| Grand Tour            | 2018 | 2019 | 2020 |
| --------------------- | ---- | ---- | ---- |
| Giro d’ItaliaGiro     | 93   | –    | –    |
| Tour de FranceTour    | –    | –    | 51   |
| Vuelta a EspañaVuelta | –    | 37   | 59   |